# Shannon Woodward
Shannon Marie Woodward (Phoenix, 17 dicembre 1984) è un'attrice statunitense.
È principalmente nota per aver interpretato Sabrina Collins nella sitcom Aiutami Hope! (2010-2014), Elsie Hughes nella serie della HBO Westworld - Dove tutto è concesso (2016-2018) e Dina nel videogioco della Naughty Dog The Last of Us Parte II, con il quale ha ricevuto una candidatura ai British Academy Video Games Awards come miglior performance non protagonista.

## Biografia
Shannon Woodward è nata a Phoenix, in Arizona, e ha vissuto per diversi anni a Boca Raton, in Florida, dove ha frequentato la scuola superiore Olympic Heights Community High School. Ottiene il primo ruolo televisivo proprio in Florida nel 1991, interpretando il ruolo di Missy nella serie televisiva Clarissa. 
Successivamente interpreta diversi ruoli marginali in molteplici serie televisive, ma è per lo più conosciuta come Sabrina Collins, uno dei personaggi protagonisti della sit-com Aiutami Hope!. Nel 2007 entra a far parte del cast principale della serie The Riches.

## Vita privata
Dal 2008 al 2011 ha avuto una relazione con l'attore Andrew Garfield. Nel febbraio 2021 si è dichiarata apertamente queer in un post su Twitter.
Oltre a recitare, Shannon suona la chitarra e canta.

## Filmografia parziale

### Attrice

#### Cinema
- L'uomo di casa (Man of the House), regia di Stephen Herek (2005)
- The Quiet - Segreti svelati (The Quiet), regia di Jamie Babbit (2005)
- Il peggior allenatore del mondo (The Comebacks), regia di Tom Brady (2007)
- L'esorcismo di Molly Hartley (The Haunting of Molly Hartley), regia di Mickey Liddell (2008)
- The Shortcut, regia di Nicholaus Goossen (2009)
- Girlfriend, regia di Justin Lerner (2010)
- Adult World, regia di Scott Coffey (2013)
- The Breakup Girl, regia di Stacy Sherman (2015)
- Search Party, regia di Scot Armstrong (2014)
- Verità sepolte (The Veil), regia di Phil Joanou (2016)
- Suocero scatenato (All Nighter), regia di Gavin Wiesen (2017)
- Happily, regia di BenDavid Grabinski (2021)

#### Televisione
- Clarissa (Clarissa Explains It All) – serie TV, 3 episodi (1991-1994)
- Family Reunion: A Relative Nightmare, regia di Neal Israel – film TV (1995)
- Tornado!, regia di Noel Nosseck – film TV (1996)
- Crossing Jordan – serie TV, episodio 1x01 (2001)
- Malcolm (Malcolm in the Middle) – serie TV, episodio 3x01 (2001)
- I Finnerty (Grounded for Life) – serie TV, 3 episodi (2001-2002)
- Greetings from Tucson – serie TV, 1 episodio (2002)
- Senza traccia (Without a Trace) – serie TV, episodio 2x06 (2003)
- Boston Public – serie TV, episodi 4x03, 4x08 (2003)
- Medical Investigation – serie TV, episodio 1x11 (2004)
- Give Me Five – serie TV, episodio 1x21 (2005)
- Cold Case - Delitti irrisolti – serie TV, episodio 3x12 (2006)
- Psych – serie TV, episodio 1x15 (2007)
- Law & Order - Unità vittime speciali (Law & Order: Special Victims Unit) – serie TV, episodio 9x06 (2007)
- The Riches – serie TV, 20 episodi (2007-2008)
- Limelight, regia di David Semel – film TV (2009)
- Criminal Minds – serie TV, episodio 4x15 (2009)
- E.R. - Medici in prima linea (ER) – serie TV, episodi 15x14, 15x17 (2009)
- Aiutami Hope! (Raising Hope) – serie TV, 88 episodi (2010-2014)
- Westworld - Dove tutto è concesso (Westworld) – serie TV, 13 episodi (2016-2018)
- Portlandia – serie TV, episodio 8x05 (2018)

#### Videoclip
- Katy Perry, Hot n Cold, regia di Alan Ferguson (2008)
- Capital Cities, Kangaroo Court, regia di Carlos López Estrada (2013)

### Doppiatrice

#### Televisione
- Scott Pilgrim - La serie – serie animata (2023)

#### Videogiochi
- The Last of Us Parte II (2020)

### Produttrice
- Incest, regia di Lucas Elliot Eberl - cortometraggio (2002)

## Riconoscimenti (parziale)
- British Academy Video Games Awards
  - 2021 – Candidatura per la miglior performance non protagonista per The Last of Us Parte II[2]
- Screen Actors Guild Award
  - 2017 – Candidatura per il miglior cast in una serie drammatica per Westworld - Dove tutto è concesso

## Doppiatrici italiane
Nelle versioni in italiano delle opere in cui ha recitato, Shannon Woodward è stata doppiata da:
- Alessia Amendola in Psych, The Riches
- Domitilla D'Amico in Criminal Minds, Westworld - Dove tutto è concesso
- Eleonora Reti in L'uomo di casa
- Elena Perino in Quiet - Segreti svelati
- Federica De Bortoli in Aiutami Hope
- Gaia Bolognesi in Verità sepolte

Da doppiatrice è sostituita da:
- Beatrice Caggiula in The Last of Us Parte II